# Thurmansbang
Thurmansbang är en kommun och ort i Landkreis Freyung-Grafenau i Regierungsbezirk Niederbayern i förbundslandet Bayern i Tyskland.
Kommunen ingår i kommunalförbundet Thurmansbang tillsammans med kommunen Zenting.